# Стадион Кејптаун
Стадион Кејптаун (енгл. Moses Mabhida Stadium) је нови стадион изграђен за Светско првенство у фудбалу 2010. у Кејптауну, Јужноафричка Република. Стадион је изграђен на месту старог стадиона Грин поинт, који је срушен. Капацитет стадиона је био 69.070 седећих места за потребе Светског првенства 2010, али је касније смањен на 55.000.

## Светско првенство 2010.
На Светском првенству 2010. стадион је био домаћин пет утакмица групне фазе, једне утакмице осмине финала, једног четвртфинала и једне полуфиналне утакмице.
| Датум         | Време (UTC+2) | 1. Тим      | Рез.  | 2. Тим         | Коло          | Гледалаца |
| ------------- | ------------- | ----------- | ----- | -------------- | ------------- | --------- |
| 11. јун 2010. | 20:00         | Уругвај     | 0 : 0 | Француска      | Група А       | 64.100    |
| 14. јун 2010. | 20:30         | Италија     | 1 : 1 | Парагвај       | Група Ф       | 62.869    |
| 18. јун 2010. | 20:30         | Енглеска    | 0 : 0 | Алжир          | Група Ц       | 64.100    |
| 21. јун 2010. | 13:30         | Португалија | 7 : 0 | Северна Кореја | Група Г       | 63.644    |
| 24. јун 2010. | 20:30         | Камерун     | 1 : 2 | Холандија      | Група Е       | 63.093    |
| 29. јун 2010. | 20:30         | Шпанија     | 1 : 0 | Португалија    | Осмина финала | 62.955    |
| 3. јул 2010.  | 16:00         | Аргентина   | 0 : 4 | Немачка        | Четвртфинале  | 64.100    |
| 6. јул 2010.  | 20:30         | Уругвај     | 2 : 3 | Холандија      | Полуфинале    | 62.479    |